# 花蜘蛛兰
花蜘蛛兰（学名：Esmeralda clarkei），为兰科花蜘蛛兰属下的一个植物种。